# Tour de France 2008
Tour de France 2008, v pořadí již 95. ročník nejslavnějšího cyklistického etapového závodu světa – Tour de France, se konal mezi 5. a 27. červencem 2008. Závod započal v bretaňském Brestu a skončil tradičně pod pařížským Vítězným obloukem. Jeho celkovým vítězem se stal španělský cyklista Carlos Sastre. Jediný český reprezentant – Roman Kreuziger – skončil na celkovém třináctém místě; v klasifikaci jezdců do 25 let obsadil konečnou druhou příčku.
Trasa Tour de France 2008 byla dlouhá 3 523 km, skládala se z 21 etap, přičemž poprvé po 42 letech nebyl zařazen úvodní prolog. Tour zavítala pouze do 1 cizí země, a to do Itálie, kam byl rovněž naplánovaný druhý volný den. Celkem 10 měst se vůbec poprvé stalo svědkem startu nebo cíle některé z etap.
Plán kromě zmíněného obsahoval 4 horské cíle (tj. cíl je zároveň vrchařskou prémií), 19 horských prémií 2., 1. a nejvyšší kategorie a celkem 82 km časovky jednotlivců rozdělených do dvou etap.
Nejvýraznější změnou pravidel oproti předchozím ročníkům bylo zrušení všech časových bonifikací.
Ke startu bylo pozváno 20 profesionálních cyklistických stájí. K 19 stájím, které již na Tour v historii startovaly, v roce 2008 přibyl americký tým Garmin-Chipotle. V 95. ročníku závodu chyběl Astana Team, kterému pořadatelé, i přes velké změny uvnitř týmu, vzhledem k spojitosti s dopingovými skandály let 2006 a 2007 neudělili právo startu. Stalo se tak i přes odpor Mezinárodní cyklistické unie (UCI), která po organizátorech požadovala start všech stájí soutěžících v UCI ProTour 2008, mezi nimiž je i Astana. Alberto Contador proto nemohl obhajovat titul z předchozího ročníku.

## Trasa závodu
| Etapa     | Start / cíl                       | Vzdálenost | Typ etapy           | Datum        | Vítěz etapy        | Žlutý trikot       |
| --------- | --------------------------------- | ---------- | ------------------- | ------------ | ------------------ | ------------------ |
| 1.        | Brest – Plumelec                  | 197,5 km   | Rovinatá etapa      | 5. červenec  | Alejandro Valverde | Alejandro Valverde |
| 2.        | Auray – Saint-Brieuc              | 164,5 km   | Rovinatá etapa      | 6. červenec  | Thor Hushovd       | Alejandro Valverde |
| 3.        | Saint-Malo – Nantes               | 208 km     | Rovinatá etapa      | 7. červenec  | Samuel Dumoulin    | Romain Feillu      |
| 4.        | Cholet – Cholet                   | 29,5 km    | Časovka jednotlivci | 8. červenec  | Stefan Schumacher  | Stefan Schumacher  |
| 5.        | Cholet – Châteauroux              | 232 km     | Rovinatá etapa      | 9. červenec  | Mark Cavendish     | Stefan Schumacher  |
| 6.        | Aigurande – Super Besse           | 195,5 km   | Kopcovitá etapa     | 10. červenec | Riccardo Riccò     | Kim Kirchen        |
| 7.        | Brioude – Aurillac                | 159 km     | Kopcovitá etapa     | 11. červenec | Luis León Sánchez  | Kim Kirchen        |
| 8.        | Figeac – Toulouse                 | 172,5 km   | Rovinatá etapa      | 12. červenec | Mark Cavendish     | Kim Kirchen        |
| 9.        | Toulouse – Bagnères-de-Bigorre    | 224 km     | Horská etapa        | 13. červenec | Riccardo Riccò     | Kim Kirchen        |
| 10.       | Pau – Hautacam                    | 156 km     | Horská etapa        | 14. červenec | Leonardo Piepoli   | Cadel Evans        |
| Volný den | Volný den                         | Volný den  | Volný den           | 15. červenec |                    |                    |
| 11.       | Lannemezan – Foix                 | 167,5 km   | Kopcovitá etapa     | 16. červenec | Kurt Asle Arvesen  | Cadel Evans        |
| 12.       | Lavelanet – Narbonne              | 168,5 km   | Rovinatá etapa      | 17. červenec | Mark Cavendish     | Cadel Evans        |
| 13.       | Narbonne – Nîmes                  | 182 km     | Rovinatá etapa      | 18. červenec | Mark Cavendish     | Cadel Evans        |
| 14.       | Nîmes – Digne-les-Bains           | 194,5 km   | Rovinatá etapa      | 19. červenec | Óscar Freire       | Cadel Evans        |
| 15.       | Embrun – Prato Nevoso             | 183 km     | Horská etapa        | 20. červenec | Simon Gerrans      | Fränk Schleck      |
| Volný den | Volný den                         | Volný den  | Volný den           | 21. červenec |                    |                    |
| 16.       | Cuneo – Jausiers                  | 157 km     | Horská etapa        | 22. červenec | Cyril Dessel       | Fränk Schleck      |
| 17.       | Embrun – L'Alpe-d'Huez            | 210,5 km   | Horská etapa        | 23. červenec | Carlos Sastre      | Carlos Sastre      |
| 18.       | Le Bourg-d'Oisans – Saint-Étienne | 196,5 km   | Kopcovitá etapa     | 24. červenec | Marcus Burghardt   | Carlos Sastre      |
| 19.       | Roanne – Montluçon                | 165,5 km   | Rovinatá etapa      | 25. červenec | Sylvain Chavanel   | Carlos Sastre      |
| 20.       | Cérilly – Saint-Amand-Montrond    | 53 km      | Časovka jednotlivci | 26. červenec | Stefan Schumacher  | Carlos Sastre      |
| 21.       | Étampes – Paříž                   | 143 km     | Rovinatá etapa      | 27. červenec | Gert Steegmans     | Carlos Sastre      |

## Celkové výsledky

### Celková klasifikace
| Pořadí | Jezdec               | Stát                   | Stáj               | Celkový čas |
| ------ | -------------------- | ---------------------- | ------------------ | ----------- |
| 1.     | Carlos Sastre        | Španělsko              | Team CSC Saxo Bank | 87h52'52"   |
| 2.     | Cadel Evans          | Austrálie              | Silence-Lotto      | + 58"       |
| 3.     | Bernhard Kohl        | Rakousko               | Gerolsteiner       | + 1'13"     |
| 4.     | Děnis Meňšov         | Rusko                  | Rabobank           | + 2'10"     |
| 5.     | Christian Vandevelde | Spojené státy americké | Garmin-Chipotle    | + 3'05"     |
| 6.     | Fränk Schleck        | Lucembursko            | Team CSC Saxo Bank | + 4'28"     |
| 7.     | Samuel Sánchez       | Španělsko              | Euskaltel-Euskadi  | + 6'25"     |
| 8.     | Kim Kirchen          | Lucembursko            | Team Columbia      | + 6'55"     |
| 9.     | Alejandro Valverde   | Španělsko              | Caisse d'Epargne   | + 7'12"     |
| 10.    | Tadej Valjavec       | Slovinsko              | AG2R-La Mondiale   | + 9'05"     |
| …      |                      |                        |                    |             |
| 13.    | Roman Kreuziger      | Česko                  | Liquigas           | + 12'59"    |

### Sprinterská klasifikace
| Pořadí | Jezdec             | Stát         | Stáj             | Body  |
| ------ | ------------------ | ------------ | ---------------- | ----- |
| 1.     | Óscar Freire       | Španělsko    | Rabobank         | 270   |
| 2.     | Thor Hushovd       | Norsko       | Crédit Agricole  | - 50  |
| 3.     | Erik Zabel         | Německo      | Team Milram      | - 53  |
| 4.     | Leonardo Duque     | Kolumbie     | Cofidis          | - 89  |
| 5.     | Kim Kirchen        | Lucembursko  | T-Mobile Team    | - 115 |
| 6.     | Alejandro Valverde | Španělsko    | Caisse d'Epargne | - 134 |
| 7.     | Robert Hunter      | Jižní Afrika | Barloworld       | - 139 |
| 8.     | Robbie McEwen      | Austrálie    | Silence-Lotto    | - 141 |
| 9.     | Julian Dean        | Nový Zéland  | Garmin-Chipotle  | - 151 |
| 10.    | Gerald Ciolek      | Německo      | Team Columbia    | - 154 |
| …      |                    |              |                  |       |
| 34.    | Roman Kreuziger    | Česko        | Liquigas         | - 224 |

### Vrchařská klasifikace
| Pořadí | Jezdec             | Stát         | Stáj               | Body  |
| ------ | ------------------ | ------------ | ------------------ | ----- |
| 1.     | Bernhard Kohl      | Rakousko     | Gerolsteiner       | 128   |
| 2.     | Carlos Sastre      | Španělsko    | Team CSC Saxo Bank | - 48  |
| 3.     | Fränk Schleck      | Lucembursko  | Team CSC Saxo Bank | - 48  |
| 4.     | Thomas Voeckler    | Francie      | Bouygues Télécom   | - 63  |
| 5.     | Sebastian Lang     | Německo      | Gerolsteiner       | - 66  |
| 6.     | Stefan Schumacher  | Německo      | Gerolsteiner       | - 67  |
| 7.     | John-Lee Augustyn  | Jižní Afrika | Barloworld         | - 67  |
| 8.     | Alejandro Valverde | Španělsko    | Caisse d'Epargne   | - 70  |
| 9.     | Rémy Di Grégorio   | Francie      | Française des Jeux | - 76  |
| 10.    | Egoi Martínez      | Španělsko    | Euskaltel-Euskadi  | - 77  |
| …      |                    |              |                    |       |
| 48.    | Roman Kreuziger    | Česko        | Liquigas           | - 115 |

### Klasifikace mladých jezdců
| Pořadí | Jezdec            | Stát         | Stáj               | Celkový čas |
| ------ | ----------------- | ------------ | ------------------ | ----------- |
| 1.     | Andy Schleck      | Lucembursko  | Team CSC Saxo Bank | 88h04'24"   |
| 2.     | Roman Kreuziger   | Česko        | Liquigas           | + 1'27"     |
| 3.     | Vincenzo Nibali   | Itálie       | Liquigas           | + 17'01"    |
| 4.     | Maxime Monfort    | Belgie       | Cofidis            | + 24'09"    |
| 5.     | Eduardo Gonzalo   | Španělsko    | Agritubel          | + 1h08'34"  |
| 6.     | Thomas Lövkvist   | Švédsko      | Team Columbia      | + 1h13'55"  |
| 7.     | John-Lee Augustyn | Jižní Afrika | Barloworld         | + 1h24'49"  |
| 8.     | Peter Velits      | Slovensko    | Team Milram        | + 1h38'17"  |
| 9.     | Rémy Di Grégorio  | Francie      | Française des Jeux | + 1h38'22"  |
| 10.    | Luis León Sánchez | Španělsko    | Caisse d'Epargne   | + 1h44'07"  |

### Týmová klasifikace
| Pořadí | Stáj               | Stát                   | Celkový čas |
| ------ | ------------------ | ---------------------- | ----------- |
| 1.     | Team CSC Saxo Bank | Dánsko                 | 263h29'57"  |
| 2.     | AG2R-La Mondiale   | Francie                | + 15'35"    |
| 3.     | Rabobank           | Nizozemsko             | + 1h05'26"  |
| 4.     | Euskaltel-Euskadi  | Španělsko              | + 1h16'26"  |
| 5.     | Silence-Lotto      | Belgie                 | + 1h17'15"  |
| 6.     | Caisse d'Epargne   | Španělsko              | + 1h20'28"  |
| 7.     | Team Columbia      | Spojené státy americké | + 1h23'00"  |
| 8.     | Lampre             | Itálie                 | + 1h26'24"  |
| 9.     | Gerolsteiner       | Německo                | + 1h27'40"  |
| 10.    | Crédit Agricole    | Francie                | + 1h37'16"  |

### Nejaktivnější jezdec
- Sylvain Chavanel;  Francie; Cofidis

## Držení trikotů
| Etapa               | Vítěz etapy         | Celková klasifikace               | Bodovací soutěže              | Vrchařská soutěž               | Mladý jezdec              | Soutěž týmů               | Nejaktivnější jezdec                  |
| ------------------- | ------------------- | --------------------------------- | ----------------------------- | ------------------------------ | ------------------------- | ------------------------- | ------------------------------------- |
| 1                   | Alejandro Valverde  | Alejandro Valverde                | Alejandro Valverde            | Thomas Voeckler                | Riccardo Riccò            | Caisse d'Epargne          | Lilian Jegou                          |
| 2                   | Thor Hushovd        | Alejandro Valverde                | Kim Kirchen                   | Thomas Voeckler                | Riccardo Riccò            | Caisse d'Epargne          | Sylvain Chavanel                      |
| 3                   | Samuel Dumoulin     | Romain Feillu                     | Kim Kirchen                   | Thomas Voeckler                | Romain Feillu             | Garmin–Chipotle p/b H30   | William Frischkorn                    |
| 4                   | Kim Kirchen         | Stefan Schumacher                 | Kim Kirchen                   | Thomas Voeckler                | Thomas Lövkvist           | Garmin–Chipotle p/b H30   | žádné ocenění                         |
| 5                   | Mark Cavendish      | Stefan Schumacher                 | Thor Hushovd                  | Thomas Voeckler                | Thomas Lövkvist           | Garmin–Chipotle p/b H30   | Nicolas Vogondy                       |
| 6                   | Alejandro Valverde  | Kim Kirchen                       | Kim Kirchen                   | Sylvain Chavanel               | Thomas Lövkvist           | Garmin–Chipotle p/b H30   | Sylvain Chavanel                      |
| 7                   | Luis León Sánchez   | Kim Kirchen                       | Kim Kirchen                   | David de la Fuente             | Thomas Lövkvist           | CSC–Saxo Bank             | Luis León Sánchez                     |
| 8                   | Mark Cavendish      | Kim Kirchen                       | Óscar Freire                  | David de la Fuente             | Thomas Lövkvist           | CSC–Saxo Bank             | Laurent Lefevre                       |
| 9                   | Vladimir Efimkin    | Kim Kirchen                       | Kim Kirchen                   | David de la Fuente             | Andy Schleck              | CSC–Saxo Bank             | Sebastian Lang                        |
| 10                  | Juan José Cobo      | Cadel Evans                       | Óscar Freire                  | Riccardo Riccò                 | Riccardo Riccò            | Saunier Duval–Scott       | Rémy Di Gregorio                      |
| 11                  | Kurt Asle Arvesen   | Cadel Evans                       | Óscar Freire                  | Riccardo Riccò                 | Riccardo Riccò            | CSC–Saxo Bank             | Amaël Moinard                         |
| 12                  | Mark Cavendish      | Cadel Evans                       | Óscar Freire                  | Sebastian Lang                 | Vincenzo Nibali           | CSC–Saxo Bank             | Arnaud Gérard                         |
| 13                  | Mark Cavendish      | Cadel Evans                       | Óscar Freire                  | Sebastian Lang                 | Vincenzo Nibali           | CSC–Saxo Bank             | Niki Terpstra                         |
| 14                  | Óscar Freire        | Cadel Evans                       | Óscar Freire                  | Sebastian Lang                 | Vincenzo Nibali           | CSC–Saxo Bank             | José Ivan Gutierrez                   |
| 15                  | Simon Gerrans       | Fränk Schleck                     | Óscar Freire                  | Bernhard Kohl                  | Vincenzo Nibali           | CSC–Saxo Bank             | Egoi Martínez                         |
| 16                  | Cyril Dessel        | Fränk Schleck                     | Óscar Freire                  | Bernhard Kohl                  | Andy Schleck              | CSC–Saxo Bank             | Stefan Schumacher                     |
| 17                  | Carlos Sastre       | Carlos Sastre                     | Óscar Freire                  | Bernhard Kohl                  | Andy Schleck              | CSC–Saxo Bank             | Peter Velits                          |
| 18                  | Marcus Burghardt    | Carlos Sastre                     | Óscar Freire                  | Bernhard Kohl                  | Andy Schleck              | CSC–Saxo Bank             | Marcus Burghardt                      |
| 19                  | Sylvain Chavanel    | Carlos Sastre                     | Óscar Freire                  | Bernhard Kohl                  | Andy Schleck              | CSC–Saxo Bank             | Sylvain Chavanel                      |
| 20                  | Fabian Cancellara   | Carlos Sastre                     | Óscar Freire                  | Bernhard Kohl                  | Andy Schleck              | CSC–Saxo Bank             | žádné ocenění                         |
| 21                  | Gert Steegmans      | Carlos Sastre                     | Óscar Freire                  | Bernhard Kohl                  | Andy Schleck              | CSC–Saxo Bank             | Nicolas Vogondy                       |
| Konečné pořadí 2008 | Konečné pořadí 2008 | Celková klasifikace Carlos Sastre | Bodovací soutěže Óscar Freire | Vrchařská soutěž Carlos Sastre | Mladý jezdec Andy Schleck | Soutěž týmů CSC–Saxo Bank | Nejaktivnější jezdec Sylvain Chavanel |

## Výsledky etap
- Výsledky Tour de France 2008